# Квон Джин-и Агата
Квон Джин-и Агата или Агата Квон (кор. 권진이 아가타, 1819 г., Сеул, Корея — 31 января 1840 года, Сеул, Корея) — святая Римско-Католической Церкви, мученица.

## Биография
Родилась в 1819 году в католической семье. Её матерью была Магдалена Хан. Была выдана замуж в тринадцатилетнем возрасте. В связи с тем, что её муж был бедняком и не имел собственного дома, проживала в доме своей матери. Работала домохозяйкой у китайского торговца Ю Пан Че во время его пребывания в Корее. Во время преследования католиков была арестована 17 июля 1839 года вместе с Агатой Ли. Им удалось бежать из заключения, благодаря помощи надзирателя. Однако вскоре они были снова схвачены. В тюрьме подверглись пыткам, чтобы они отказались от своей веры. Обезглавлена 31 января 1840 года вместе с Августином Паком, Магдаленой Сон, Марией Ли и Агатой Ли.
Была беатифицирована 5 июля 1925 года Римским Папой Пием XI и канонизирована 6 мая 1984 года Римским Папой Иоанном Павлом II вместе с группой 103 корейских мучеников.
День памяти в Католической Церкви — 20 сентября.